# Висман, Реми
Реми Висман (нем. Rémy Wyssmann; род. 20 июня 1967) — швейцарский политический и государственный деятель, депутат Национального совета (с 2023).

## Биография
Родился 20 июня 1967 года.
После получения юридического образования начал карьеру адвоката и нотариуса в Энзингене, где стал одним из основателей фирмы «Wyssmann & Partner». В 2017 году он был впервые избран в Совет кантона Золотурн, сохраняя свой пост до 30 ноября 2023 года.
На парламентских выборах 2023 года он был избран депутатом Национального совета Швейцарии в качестве члена «Швейцарской народной партии», официально вступив в должность 4 декабря того же года.